# Вінницька правозахисна група
Вінницька правозахисна група — це незалежна, неполітична, неприбуткова громадська організація, яка сторена для захисту прав людини так, як ці права визначено в Загальній Декларації прав людини та Європейській Конвенції про захист прав людини та основоположних свобод. Регіони діяльності: Вінниця, вся Україна.
Організація спеціалізується та розглядає такі галузі прав людини:
1. Протидія катуванням, іншим формам жорстокого та нелюдського поводження.
2. Захист прав біженців та шукачів притулку в Україні (ВПГ є партнером Управління Верховного комісара ООН у справах біженців).
3. Надання допомоги жертвам порушень прав людини в медицині.
4. Поширення знань та інформації про права людини та навчання спеціальних професійних груп (медпрацівники, співробітники правоохоронних органів, журналісти, судді тощо).

Організація не приймає допомоги від політичних партій чи публічних політиків, а також від будь-яких органів влади та місцевого самоврядування.
Керівником ВПГ до своєї смерті 5 серпня 2013 р. був Дмитро Гройсман.
Поштова адреса: 21037, м. Вінниця, а.с. 4061.
5 серпня 2010 року зареєстровано газету, засновану Вінницькою правозахисною групою. Газета, яка виходитиме двічі на місяць, називається «Судово-юридичний репортер», скорочено «СЮР».

## Протидія діяльності організації
В жовтні 2010 року через розміщення координатором організації у особистому блозі ролика порнографічного змісту міліція вилучили абсолютно всі комп'ютери правозахисної групи, всю фінансову документацію, абсолютно всі паперові файли біженців та шукачів притулку, яких було близько 400.